# Carlo Andreoli
Carlo Andreoli (8 de enero de 1840 - 22 de enero de 1908) fue un pianista y compositor italiano.
Fue uno de los primeros impulsores de la música de Johann Sebastian Bach en Italia, tanto en concierto como en actividades educativas; también editó la edición italiana de las obras de Beethoven, Muzio Clementi y Chopin.

## Biografía
Nació en Mirandola, Módena, en el seno de la familia musical de Evangelista Andreoli; entre sus hermanos se encontraban Guglielmo el Mayor y Guglielmo el Menor. Fue alumno del Conservatorio de Milán. Al igual que su hermano Carlo, era competente en el piano y dio conciertos bien recibidos en Londres. Sin embargo, después de 1871, su salud lo confinó a Italia y al sur de Francia, y se convirtió en profesor de piano en el Conservatorio de Milán. Allí, entre sus alumnos se encontraban Alfredo Catalani y Giuseppe Frugatta. De 1877 a 1887, con la ayuda de su hermano Guglielmo el Joven, organizó una serie de 96 conciertos sinfónicos conocidos como la Società dei Concerti Sinfonici Popolari. Se retiró en 1891 debido a una enfermedad mental. Murió en 1908 en un refugio para enfermos mentales.

## Obras
- Quattro notturni, op. 4-10-12-19
- Tre valzer, op. 5-15-18
- Impromptu, op. 11
- Scherzo, op. 13
- Romanze senza parole, op. 16-17
- Marcia militare, op. 20
- Serenata, op. 21
- Duetto capriccioso, op. 22, para pianoforte y violoncello
- Cinque pezzi caratteristici, op. 23
- Tarantella e Valzer, op. 24
- Rêverie e Polonese, op. 25
- Sei romanze senza parole (premio "società del Quartetto di Milano")
- Studio elegiaco (para el álbum en memoria de Vincenzo Bellini)
- Tema con variazioni (1877)
- Studio melodico (1884)
- Morceau de salon (1885)
- Le stagioni (1888)
- Quattro danze (1888)
- Meditazione
- Alcune trascrizioni d'opera